# خط جيريتشك

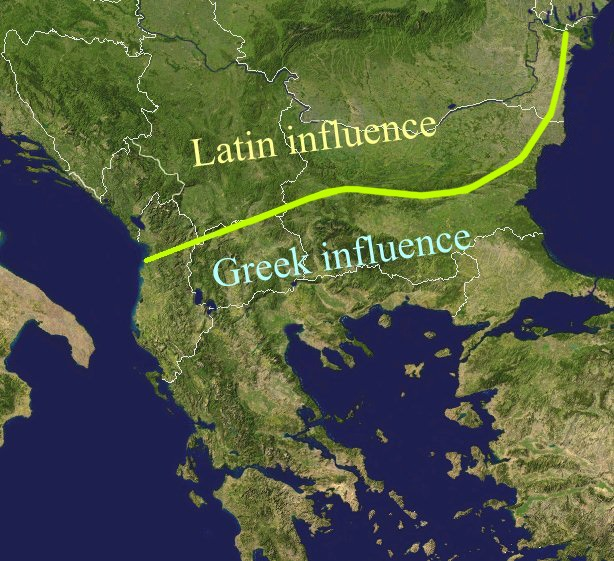
خط جيريتشك كما هو محدد في مايو عام 2006

خط جيريتشك (إنجليزية:Jireček Line) هو حد جغرافي وهمي يمر عبر منطقة البلقان التاريخية فيجزئها إلى جزئين، شمالي متأثر باللغة اللاتينية وجنوبي متأثر باليونانية، منذ العصور الكلاسيكية القديمة وحتى القرن الرابع. ويمتد بشكل تقريبي من مدينة لاسي en في ألبانيا المعاصرة وحتى سرديكا (صوفيا المعاصرة في بلغاريا) ثم يعبر جبال البلقان إلى أوديسوس (فارنا) على البحر الأسود.
ويتموضع هذا الخط بناء على المكتشفات الأركيولوجية في مناطق امتداده: فأغلب ما وجد شماله كانت نقوشات كانت لاتينية، بينما كانت في جهة الجنوب يونانية.
وتكمن أهمية هذا الخط في تأسيس المنطقة التي تشكلت فيها الأقوام الرومانية والأرومانية en.
كان أول من وضع هذا الخط هو المؤرخ التشيكي قسطنطين جيريتشك en في عام 1911 خلال كتابته لتاريخ الأقوام السلافية
وقد تناوب المؤرخون المهتمون بتعديل هذا الخط قليلاً كما يلي:
- كايمو (1979): وضع دالماسيا ومويسيا الكبرى في الجهة اللاتينية أما مويسيا الصغرى فقد وضعها في الجنوب اليوناني
- ماك ليود (1982): اقترح أن من المحتمل أن «المنطقة لم يكن لها سياسة في فرض اللغة الرسمية في كل موضوع من مواضيع الحياة، وعوض عن ذلك كانت اللغة المستخدمة من قبل الحكام الرومان هو اجتهاد شخصي لأي لغة يستخدموها». كما يضيف أن «حتى في اليونان ذاتها، كانت اللاتينية لغة مهيمنة في النقوش لتأريخ المشاريع العامة وعلامات الطرق الحجرية والجيش.»